# Lytogaster mexicana
Lytogaster mexicana är en tvåvingeart som beskrevs av Clausen 1982. Lytogaster mexicana ingår i släktet Lytogaster och familjen vattenflugor. Inga underarter finns listade i Catalogue of Life.